# それ行け!ハピはちワゴン〜"ありがとう"を届けませんか?〜
『それ行け!ハピはちワゴン〜"ありがとう"を届けませんか?〜』（それゆけ ハピはちワゴン ありがとうをとどけませんか）は、関西テレビで2018年9月1日から11月16日まで放送されていた期間限定のバラエティ番組。MCは横山裕（関ジャニ∞）。

## 概要
カンテレ開局60周年特別番組として制作された。
本番組は、関西2府4県をワゴンで回り、感謝したい相手のもとを訪れ、相手と自分の名前だけが書かれた“感謝状”を渡し、“ありがとう”を伝えたい人がその場で考えた内容を感謝状に盛り込み、読み上げ、“ありがとう”を言えたときの表情、伝えられたときの表情など、単純だけどなかなか見ることのできない“ハッピー”な瞬間を伝えていく番組。
MCは、本番組終了翌日である2018年11月17日・18日に2日に渡って12時間超の生放送で放送された特別番組『開局60周年!カンテレ8ppy大感謝祭』のメインMCを務める関ジャニ∞の横山裕。

## 出演者
- 横山裕（関ジャニ∞） - MC

### 番組終了時の出演者
※2018年11月12日放送分から
- 兵動大樹 - 8ppyサポーター
- 本田望結 - 8ppyサポーター

### 過去の出演者
※2018年10月27日放送分まで
- 月亭八光 - 8ppyサポーター
- 酒井藍 - 8ppyサポーター[注 1]

## 放送リスト
※特記の無い限り土曜日の放送。
| 回 | 放送日       | ミニコーナー         | 備考     |
| -- | ------------ | -------------------- | -------- |
| 1  | 9月1日       | 西畑大吾、高橋恭平   |          |
| 2  | 9月8日       | 西畑大吾、高橋恭平   |          |
| 3  | 9月15日      | 西畑大吾、高橋恭平   |          |
| 4  | 9月22日      | 室龍太、向井康二     |          |
| 5  | 9月29日      | 室龍太、向井康二     |          |
| 6  | 10月6日      | 室龍太、向井康二     |          |
| 7  | 10月13日     | 藤原丈一郎、大西和也 |          |
| 8  | 10月20日     | 藤原丈一郎、大西和也 |          |
| 9  | 10月27日     | 藤原丈一郎、大西和也 |          |
| 10 | 11月12日(月) | 正門良規、小島健     | [ 注 2 ] |
| 11 | 11月13日(火) | 正門良規、小島健     |          |
| 12 | 11月14日(水) | 正門良規、小島健     |          |
| 13 | 11月15日(木) | 大西流星、長尾謙杜   |          |
| 14 | 11月16日(金) | 大西流星、長尾謙杜   |          |